# Archichauliodes diversus
Archichauliodes diversus är en insektsart som först beskrevs av Walker 1853.  Archichauliodes diversus ingår i släktet Archichauliodes och familjen Corydalidae. Inga underarter finns listade i Catalogue of Life.